# Ciladaeun
Ciladaeun is een bestuurslaag in het regentschap Lebak van de provincie Banten, Indonesië. Ciladaeun telt 3021 inwoners (volkstelling 2010).